# أرزون
أرزون هي إحدى القرى اللبنانية من قرى قضاء صور في محافظة الجنوب.يرى أنيس فريحة أن معنى أرزون السريانية منArzu ?na : الأرزة الصغيرة، واللاحقة «ون» للتصغير». و ان «جذر» «أرز» يفيد القوة والشدة، في العبريةAruz القوي، الصلب، ومنه الأرز لصلابة عوده ولشدة مقاومته.و في الآراميةArzah ، الأرض الجافة الصلبة القاسية، وعليه يكون معنى الاسم: الأرض الجافة» .

## الموقع
هي قرية صغيرة من أعمال قصبة صور، على بعد اثني عشر ميلا ٢٥ كلم منها إلى الشرق وإلى الجنوب بميلة إلى الشرق الجنوبي من شحور، وعلى مقربة منها، وخراجها متصل بخراجها، تبلغ نفوس ساكنيها٤٨ وجلهم سادة أشراف ينتسبون إلى بني زهرة الحلبيين.ترتفع ارزون عن سطح البحر ٣٥٠ م.